# Walter Douglas Hincks
Walter Douglas Hincks, född 1906 i Melton Mowbray, död 1961, var en brittisk entomolog.. 
Han flyttade i tonåren till Leeds där han studerade vid Leeds College of Pharmacy. Vid 21 års ålder erhöll han sin magisterexamen och trädde i tjänst vid ett stort företag vid namn Manufacturing Chemists.
Hincks initiala intresse för entomologi började som en hobby. Eftersom han sedan tidigare var intresserad av insekter gick han med i Leeds Naturalists' Club där han ägnade sin fritid åt att studera olika sorters insekter, framför allt Coleoptera. Här utvecklade Hincks en nära vänskap med en annan amatörentomolog, John R. Dibb (1906-1973). Tillsammans specialiserade de sig på en liten familj av skalbaggar, Passalidae, samtidigt som de försökte avgöra hur väl de skulle kunna utföra egen originalforskning . Deras samling av Passalidae finns på Manchester Museum och innehåller 4259 exemplar av 267 olika arter. Under denna tid studerade också  Hincks många andra insektsgrupper, bland annat Cassidinae.